# Durandé (kommun)
Durandé är en kommun i Brasilien.   Den ligger i delstaten Minas Gerais, i den sydöstra delen av landet, 800 km sydost om huvudstaden Brasília. Antalet invånare är 7 402.
Följande samhällen finns i Durandé:
- Durandé

Omgivningarna runt Durandé är huvudsakligen savann. Runt Durandé är det ganska glesbefolkat, med 25 invånare per kvadratkilometer.